# گارد شاهنشاهی ایران
گارد شاهنشاهی ایران نام یگان ویژه‌ای در دوران پادشاهی محمدرضا پهلوی بود که مسئولیت حفاظت از دودمان شاهنشاهی و کاخ‌ها و ابنیه سلطنتی را بر عهده داشت.

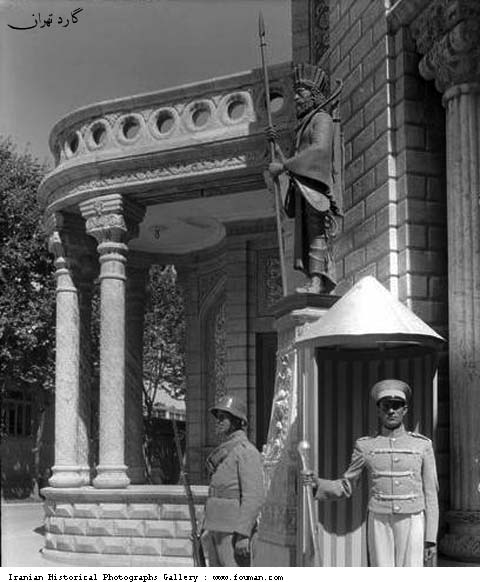
سرباز گارد سلطنتی در ورودی کاخ مرمر (قصر پهلوی) تهران

## تاریخچه
از سال ۱۳۰۳ تا پایان پادشاهی رضاشاه، تنها یک گروهان پیاده ارتش مسئولیت نگهبانی از او و خانواده‌اش را بعهده داشت. بعدها و در آغاز پادشاهی محمدرضا شاه، این یگان به استعداد یک گردان (دربردارنده نزدیک به ۳۵۰ تن) ارتقا یافت؛ که به آن هنگ گارد گفته می‌شد. اما سربازان آن همچنان وظیفه بودند.

## ایجاد گارد شاهنشاهی به صورت حرفه ای
پس از ترور ناموفق محمدرضا شاه توسط سرباز رضا شمس‌آبادی در ۲۱ فروردین ۱۳۴۴ به‌تدریج این گردان مورد تجدید سازمان قرار گرفت به ترتیبی که نیروهای وظیفه از آن خارج و تنها از کادر رسمی نیروی زمینی در سازمان آن استفاده شود.
تیمسار سرلشکر محمود بهارمست طراحی پوشاک و نشانهٔ (آرم) این گردان و سرگرد عباس قره‌باغی (ارتشبد بعدی) وظیفهٔ استخدام کادر آن را بر عهده گرفتند. در سازمان جدید گارد شاهنشاهی با استعداد یک تیپ، جمعی لشکر ۱ پادگان مرکز گردید. بعدها این تیپ از لشکر ۱ منتزع و به صورت تیپ مستقل درآمد (محل سرلشگری) و فرماندهی آن را تیمسار سید محسن هاشمی‌نژاد به‌عهده گرفت. بعدها لشکر ۱ به «لشکر پیادهٔ گارد شاهنشاهی» تغییر نام داد و به همراه «تیپ مستقل گارد» و «مرکز آموزش»، مجموعاً سازمان گارد شاهنشاهی را تشکیل دادند.
افراد به دو صورت داوطلب و سرباز وظیفه جذب گارد می‌شدند. قبل از عضویت پیشینه خودشان و سوابق خانواده بررسی می‌شد و حتی اگر یکی از اعضای خانواده داوطلب جرم عادی انجام داده بود عضویتش پذیرفته نمی‌شد. محافظت از شاه در سه رده انجام می‌شد. رده وظیفه از قسمت بیرونی کاخ محافظت می‌کرد. رده افسران داوطلب در داخل و مأموران خاص که لباس نظامی نداشتند ولی مسلح بودند از نزدیک‌ترین فاصله با شاه از وی محافظت می‌کردند.
بنا به ادعای هاشمی نژاد، یکی از فرماندهان گارد ، افراد این گارد نه تنها جزو بهترین نیروهای ایران بودند بلکه در دنیا هم جزو بهترین بودند به طوری که هر ساله در مسابقات تیراندازی با وجود حضور کشورهایی مثل آمریکا و انگلیس این نیروهای گارد بودند که اول می‌شدند.
در سال ۱۳۵۷ فرماندهی گارد شاهنشاهی به‌عهدهٔ تیمسار سپهبد عبدالعلی بدره‌ای بود که هم‌زمان فرماندهی نیروی زمینی شاهنشاهی را نیز به‌عهده داشت. معاونت فرماندهی گارد شاهنشاهی به‌عهدهٔ تیمسار سپهبد مهدی رحیمی بود.

## گارد سلطنتی و انقلاب
در جریان وقایع انقلاب ۵۷، لشکر پیاده گارد شاهنشاهی مأمور به فرماندار نظامی تهران شد ولی هیچگاه از گارد شاهنشاهی برای مقابله با انقلابیون استفاده نشد.
پس از خروج شاه در ۲۶ دی ماه ۵۷ و تضعیف شدید سلسله مراتب فرماندهی، به ابتکار تیمسار بدره‌ای و تیمسار نشاط در چهارم بهمن ۱۳۵۷ تعداد محدوی از واحدهای لشکر پیاده و گردان تانک گارد شاهنشاهی در منطقه لویزان اقدام به برگزاری مانوری محدود با هدف نمایش اقتدار و تسلط ارتش بر امور انجام دادند. در صبح روز ۲۱ بهمن ماه ۱۳۵۷ در پی درگیری همافران و درجه داران پادگان دوشان تپه واحدهایی از لشکر پیاده گارد به منطقه اعزام و با همافران درگیر شد. با وخامت اوضاع در دوشان تپه و بالا رفتن احتمال حمله افراد مسلح به کارخانه مسلسل‌سازی در شرق تهران، علی‌رغم دستور مستقیم عبدالعلی بدره‌ای برای اعزام گارد به منطقه درگیری، فرمانده وقت گارد سرلشکر علی نشاط به بهانه مأموریت ویژه گارد شاهنشاهی برای حفاظت از کاخ‌ها و ابنیه سلطنتی از دستور مافوق استنکاف و در روز ۲۲ بهمن همبستگی خود را با انقلاب از طریق پیام رادیویی اعلام نمود.

### پس از انقلاب
گارد شاهنشاهی پس از پیروزی انقلاب در ۲۸ بهمن ۱۳۵۷ منحل و افراد آن به نیروی زمینی ارتش منتقل شدند. هم‌اکنون پادگان گارد سلطنتی سابق در اختیار مرکز آموزش‌های پشتیبانی نزاجا یا همان مراپش در منطقه لویزان قرار دارد.

## فرماندهان گارد شاهنشاهی
فرماندهان گارد تا انقلاب ۱۳۵۷ عبارت بودند از:
- سپهبد سید محسن هاشمی‌نژاد
- ارتشبد جعفر شفقت
- ارتشبد عباس قره‌باغی
- سرلشکر عزیزالله ضرغامی
- سپهبد ایرج محوی
- ارتشبد نعمت‌الله نصیری (اعدام شد)
- سپهبد عبدالعلی بدره‌ای[۲] (ترور شد)
- سرلشکر علی نشاط (اعدام شد)